# Cropera seydeli
Cropera seydeli är en fjärilsart som beskrevs av Her. 1932. Cropera seydeli ingår i släktet Cropera och familjen tofsspinnare. Inga underarter finns listade i Catalogue of Life.